# Air Tractor

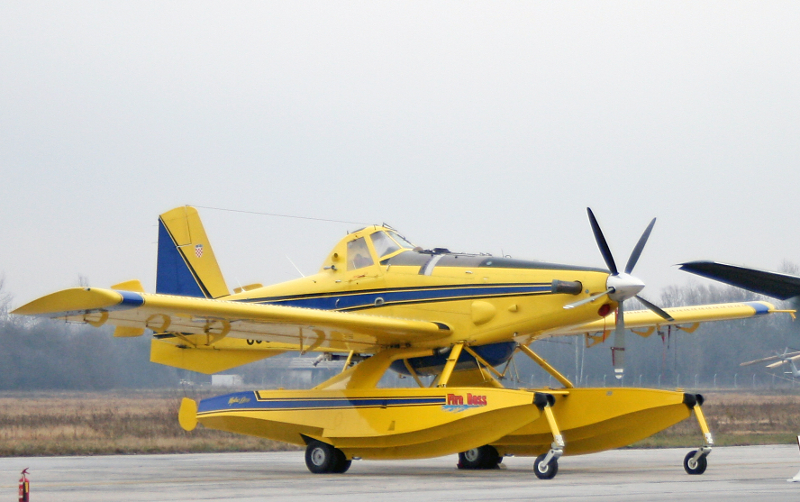
Air Tractor AT-802F Fire Boss amfibieflygplan

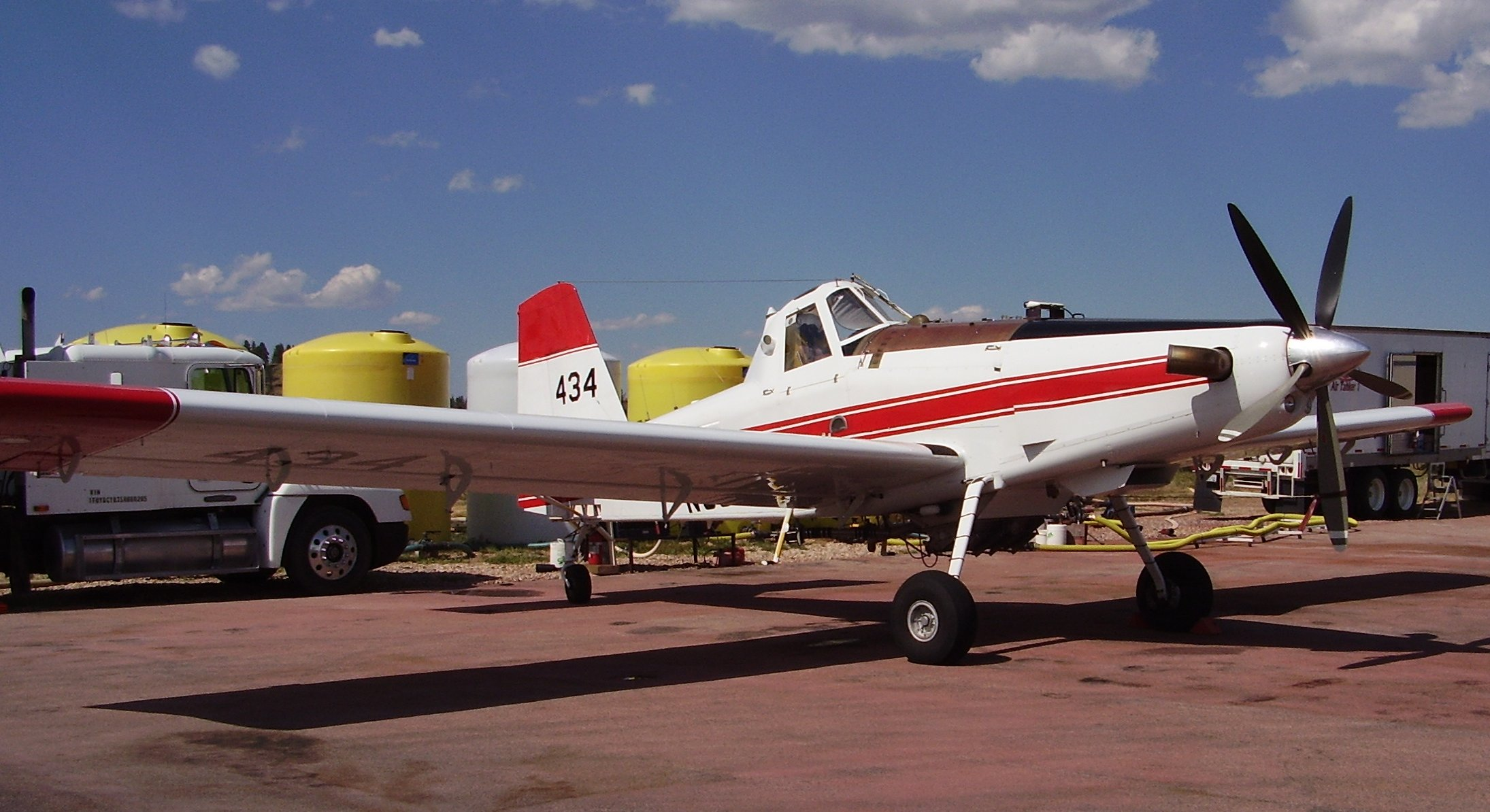
AT-602

Air Tractor Inc. är en amerikansk flygplanstillverkare av jordbruksflygplan, som är baserad i 
Olney i Texas. Företaget grundades 1978 för att tillverka jordbruksplan som utvecklats ur S-2B, en flygplansmodell som konstruerats av företagets grundaren Leland Snows (död 2011) tidigare företag Snow Aeronautical. Den nya typen, Air Tractor, flög första gången 1979. 
Leland Snow hade börjat utvecklat sitt första flygplan, S-1, 1951. Detta premiärflög 1953. Han anlade en fabrik i Olney i Texas 1958, där modellerna S-2A och S-2B byggdes. Han sålde företaget 1965 till Rockwell-Standard och fortsatte att arbeta inom detta företag, varvid bland annat modellen S-3, benämnd "Thrush", konstruerades. Ett hundratal Thrush byggdes i Olney-fabriken, innan fabriken stängdes och tillverkningen flyttades till Georgia i USA 1970. Leland sade upp sig 1970 för att utveckla det nya flygplanet "Air Tractor". Detta började tillverkas 1972 som modell AT-300, senare AT-301. Företagets första flygplan med turbinmotor, AT-302, introducerades 1977. 
Air Tractor, Inc. representeras i Europa av Air Tractor Europe, som är ett dotterbolag till Avialsa T-35 i Valencia i Spanien.